# Bandalungwa
Bandalungwa (souvent abrégé « Bandal ») est une commune du centre de Kinshasa en république démocratique du Congo.

## Géographie
Le nord de la commune est occupé par les communes de bumbu et selembao , le sud par le camp militaire kokolo, les communes de kintambo et ngaliema à l'Est par la commune de kintambo et le camp Luka à  Kokolo et l'Ouest par les communes de ngiri ngiri et kasa-vubu, la commune de bandalungwa est délimitée au sud et à l'Est par la rivière makelele et à l'ouest par la grande avenue de la libération ex 24 novembre  aux baraquements dont l'architecture rappelle le style flamandes

### Hydrographie
Deux rivières traversent la commune et assurent en même temps son assainissement, facilitant l'évacuation des eaux. Il s'agit de :
- La rivière Makelele, à l'ouest qui lui sert de frontière avec la commune de Kintambo et de
- La rivière Basoko, qui la sépare du camp militaire Kokolo et de la commune de Ngiri-ngiri.

Les deux rivières permettent aussi d'entretenir le grand espace maraîcher ( inga et bilanga) que possède Bandalungwa, qui approvisionne la ville principalement en légumes.

## Histoire
L’appellation Bandalungwa tire son origine d’une mauvaise interprétation des mots échangés entre un belge qui, lors d’une visite auprès du Chef Lingwala, demanda à ses sujets à qui appartenait le lac qui se trouvait devant lui. Aux sujets de répondre (bana ba lingwala) dans le dialecte Teke, bana signifie l’eau (rivière), ba est une conjonction déterminative qui veut dire « de », le blanc crut entendre « Bandalungwala ». Le lac s’est desséché au fil de temps.
À l’arrivée du colonisateur, l’espace actuel qu’occupe la Commune de Bandalungwa était un territoire du Chef Teke-Humbu Lingwala. Ce territoire s’étendit sur les actuelles Communes de Bandalungwa, Ngiri-Ngiri et Kintambo. C’est en guise de souvenir que l’ex-Commune Saint Jean porte aujourd’hui le nom de Lingwala.
Le corps du grand Chef Lingwala a été enterré au numéro 3 de l’avenue Mpumbu II, quartier Lubudi à Bandalungwa. Il s’agit d’un espace qu’occupent aujourd’hui des particuliers qui se réclament de lui.
La cité de Bandalungwa fut créée le 8 décembre 1955.
La commune de Bandal était habitée par des fonctionnaires du service public congolais, ainsi que des enseignants pour la plupart avant l'indépendance, en 1960. Ainsi, dans les années 1950, des milliers de maisons individuelles, en bandes, ont été construites pour du personnel de la fonction publique. Après l'indépendance, peu à peu, l'exode rural aidant, ainsi que le manque de politique d'urbanisation, ont transformé Bandal en une commune populaire au revenu souvent modeste. Bandal est très dense, les cambriolages sont fréquents et le tapage nocturne une réalité quotidienne.
Bandalungwa a été construite à 90 % avec des maisons à étages qui sont encore présentes aujourd'hui et ces maisons reste comme un héritage colonial. La grande partie de ces maisons n'ont reçue aucune modification jusqu'à ce jour.

## Administration
| \| Les 4 districts et les 24 communes de Kinshasa \| \| v · d · m \| |                    |           |
| District de la Lukunga District de la Funa District du Mont-Amba District de la Tshangu Brazzaville Fleuve Congo Pool Malebo M’Bamou Baie de Ngaliema Gombe Barumbu Kin. Ling. K.-V. Ng.-Ng. Kal. Banda- lungwa Kintambo Ngaliema Selembao Bumbu Makala Ngaba Lemba Limete Matete Kisenso Masina Ndjili Kimbanseke Nsele Mont-Ngafula Nsele Maluku |                    |           |
| abréviations : Kinshasa (Kin.), Kasa-Vubu (K.-V.), Lingwala (Ling.), Ngiri-Ngiri (Ng.-Ng.) |                    |           |
| Les 4 districts et les 24 communes de Kinshasa | Blason de Kinshasa | v · d · m |

## Démographie
| 1967   | 1970   | 1984   | 2003    | 2004    |
| ------ | ------ | ------ | ------- | ------- |
| 45 220 | 60 243 | 97 214 | 195 680 | 202 341 |

## Quartiers
La commune de bandal compte 8 quartiers, Makelele (synkin) et kasa-vubu au sud, Bisengo et adoula au centre, Lubudi à l'est, Moelart et Lumumba au nord-ouest.
Avec des points chauds connus partout en rdc et en Europe par des blocs, tshibangu , oasis, balari, moelart et autres.
Le quartier Bisengo, ex Max – Horn, est le premier électrifié de Bandalungwa. D’où l’appellation « Bandalungwa Bisengo ».
C’est par le décret – loi du 3 mai 1957 du gouverneur général que la Commune de Bandalungwa a été créée.
La commune comprend quelques d'extensions qui sont construites sans normes urbanistiques, ce qui provoque des inondations en temps de pluie.

## Sports
La Commune de Bandalungwa a trois grand Terrain de Football Il s'agit de:
- Terrain Allemagne
- Terrain Ngoma
- Terrain Municipal

## Culture
Elle est devenue une commune particulièrement dynamique du point de vue culturel, avec des troupes théâtrales, des spectacles de danse, musique etc., et plusieurs artistes y résidant, les grands noms et groupes musicaux sont originaires de bandal exemples Fally Ipupa , le Wenge 4x4, Saak Saakul , fiston le mam, Celeo Scram, King Kester Emeneya , nada mastor... Elle est traversée par l'avenue Kasa-Vubu.

## Éducation
- l'Institut Kimvula I et II[5]
- Saint Michel (l'ex-Institut Makelele (Imak))[5]